# И всё осветилось
«И всё осветилось» (англ. Everything Is Illuminated, др. название «Свет вокруг») — приключенческая трагикомедия, снятая по одноимённой книге Джонатана Сафрана Фоера.

## Сюжет
Молодой еврей-коллекционер украинского происхождения Джонатан (Элайджа Вуд) родился и жил в США. Всё, что ему дорого, попадает в его надёжно упакованную в пластиковые пакетики коллекцию. После смерти бабушки, Джонатан получает фотографию деда с женщиной, которую он никогда не видел ранее и предполагает, что между ними были близкие отношения. На обороте фотографии он обнаруживает надпись — «Трохимброд 1940».
Джонатан решает поехать на Украину и найти село Трохимброд, где надеется встретить женщину с фотографии. Чтобы лучше подготовиться к заграничной поездке, он нанимает команду помощников из компании Jewish Heritage Tours.
Команда состоит из мнимого слепого деда-антисемита (Борис Лёскин) с собакой по имени Сэмми Дэвис-младший и его внука Алекса (Евгений Гудзь), который также исполняет обязанности переводчика и, как впоследствии обнаруживается, «очень творчески» владеет английским языком. Джонатан не ожидал, что его поиски окажутся очень непростыми, так как искомое местечко было сожжено нацистами во время Второй мировой войны и с тех пор не обозначено ни на одной карте. Джонатан хочет найти Трохимброд, но не знает точно, где это место находится, не знают этого и его спутники. Как и положено в жанре роуд-муви, героям встречаются разные люди, которые помогают им или напротив усложняют им задачу по поиску Трохимброда. В процессе повествования, к деду Алекса возвращаются воспоминания о его молодости и о событиях той войны.
Путешествие, начавшееся хуже некуда, постепенно обретает глубокий смысл и становится причиной серьёзных изменений в жизни всех вовлечённых в него людей.

## В ролях
| Актёр          | Роль                 |
| -------------- | -------------------- |
| Элайджа Вуд    | Джонатан Сафран Фоер |
| Евгений Гудзь  | Алекс                |
| Борис Лёскин   | дедушка              |
| Laryssa Lauret | Листа                |

## Музыка
В фильме звучит музыка Пола Кантелона, а также песни групп Gogol Bordello, Tin Hat, Ленинград и Аркадия Северного.

## Разница между фильмом и книгой
- В книге дедушка Алекса христианин, а в фильме — иудей, скрывающий происхождение. В книге дедушка был вынужден выбирать между своей жизнью и своим лучшим другом. Через боль и страх он притворяется и ведёт себя как антисемит. В фильме дедушке Алекса чудом удалось избежать смерти от рук нацистов. Притворившись мёртвым после расстрела, он меняет своё имя, чтобы скрыть своё еврейское происхождение.
- В книге нет сцены с ребёнком, спустившим шину у автомобиля.
- В книге нет сцены с ночлегом в поле.
- В фильме Листа — сестра Августины, в книге же у них не только нет ничего общего, они друг друга не знают.
- В фильме Алекс бьёт Сэмми Дэвиса младшего, после чего на него обрушивается гнев дедушки. В книге этого нет.
- В книге ничего не сказано про страсть Джонатана к собиранию разных вещей.
- В книге разворачивается история Трохимброда.
- В фильме дед Джонатана покинул Украину, чтобы обустроить жизнь семьи в Америке, чем и спас себе жизнь. В книге этого нет.
- В книге нет сцены встречи Джонатана на вокзале с оркестром.
- Книга рассказывает подробности, которые произошли перед поездкой Джонатана на Украину. Фильм же акцентирует внимание именно на этом путешествии и редко рассказывает о событиях перед ним.
- В конце книги отец Алекса уходит из семьи. В фильме его роль гораздо меньше, и он появляется в конце ленты на похоронах дедушки.
- В фильме Алекс называет Джонатана «коллекционером», в отличие от книги, где он — «герой». Также в ленте Джонатан отрицает то, что он писатель. В книге, наоборот, он говорит, что чувствует, что он «родился, чтобы писать».
- В фильме дедушка кончает жизнь самоубийством, перерезав вены в ванной в конце их с Джонатаном путешествия. В книге он делает это позже, по возвращении Джонатана в США.
- В книге события происходят в 1997 году. В фильме — в 2004-м.
- В книге Алекс говорит, что он никогда не встречал еврея, хотя живёт в Одессе.
- В книге официантка в Луцке признаётся, что также никогда не видела евреев и спрашивает, растут ли у них рога на голове.

## Критика
American Chronicle назвала его одним из «редких фильмов, воплощающих в себе острые ощущения открытий и драму с юмором», а Роджер Эберт похвалил фильм и поставил ему три с половиной звезды из 4.
Фильм потерял деньги в прокате, поскольку валовая выручка никогда не превышала даже сокращённый производственный бюджет.
Критики также отметили сопровождающий развитие сюжета как книги так и фильма набор клише, выставляющих украинцев в дурном свете, как то:
- в фильме крестьянский дом изображен в «типовом» для Украины неприглядном состоянии, без электричества, без огорода, приусадебного хозяйства и без подъездной дороги. 
- жительница этого дома вообще боится садиться в автомобиль, потому что она за всю свою долгую жизнь ни разу на нем не ездила. Она, хотя и живет вблизи шоссейной дороги в районный центр Киверцы и областной центр Волыни, оказывается, никогда не имела ни радио, ни телевизора, и не читала газет. 
- в фильме Фоер утверждает, что из-за антисемитизма украинцев евреям в Украине перед войной жилось, как в нацистской Германии, и поэтому многие евреи тогда считали, что приход гитлеровских войск улучшит их положение. 
- исторические исследования свидетельствуют, что деда Джонатана Фоера, скорее всего, спасли украинские партизаны из соседнего с Трохимбродом села Клубочин, расположенного в Киверцовском районе Волынской области. Согласно воспоминаниям украинских, русских и еврейских партизан, разговорам с жителями Клубочина и материалами музея в этом селе, отряд, сформированный Александром Филюком из жителей Клубочина и соседних сел, включил в свой состав группу еврейских партизан из Трохимброда и взял под свою охрану более полутора сотен евреев, то есть почти всех из менее двух сотен человек, спасшихся после массовых расстрелов немцами, которым помогала местная полиция, несколько тысяч евреев Трохимброда и окрестных поселений в августе-октябре 1942 года. В ответ на действия партизан немцы с помощью местной полиции 4 ноября 1942 года расстреляли 137 жителей Клубочина, в том числе 36 детей. 
- Фоер в реальной жизни, в фильме и книге ищет женщину по имени Августина. Как ни странно, но Фоер после своего путешествия в Украину, и создатели фильма не волновались поисками Августины или других возможных спасателей. Имя Августина не является украинским, и с фотографии недавно размещенной на вебсайте фильма видно, что оно написано не на украинском или даже не на польском или чешском языках. Это имя, а также дата (1939 год), одежда женщины и других людей, и окружение на фото указывают на то, что Августина была голландкой или даже немкой, вероятно из Юзефина, расположенного вблизи еврейского Трохимброда, который также назывался Софиевкой, где жил дед Фоера. И она вряд ли могла бы его скрывать во время войны, потому что после того, как Волынь, как и другие западноукраинские земли, была присоединена к Советскому Союзу в сентябре 1939 года, в результате советско-германских договоренностей немецкие, а вместе с ними и голландские колонисты, выехали из этих мест. А бывшая колония Жозефины была сожжена вскоре после массового расстрела жителей еврейского городка 1942 года.
- Об украинских партизанах и массовом расстреле украинцев Клубочина в фильме и книге не сказано ни слова. В своей книге Фоер называет украинцев во время войны почти такими же плохими как нацисты, обвиняет их в нежелании помочь уцелевшим евреям Трохимброду, а деда Алекса делает причастным к преступлению нацистов, что противоречит историческим фактам
- В 2005 Лев Шрайбер стал лауреатом Венецианского кинофестиваля (Laterna Magica Prize).
- Борис Лёскин был отмечен премией за лучшую мужскую роль Владивостокского международного кинофестиваля «Меридианы Тихого» (2006)[4].